# Biografielijst Cu

## Cua
- Miguel Cuaderno sr. (1890-1975), Filipijns minister en gouverneur van de Filipijnse centrale bank
- Jolico Cuadra (1937-2013), Filipijns dichter en kunstcriticus
- Ulysses Cuadra, Mexicaans acteur
- Juan Diego Cuauhtlatoatzin (1474-1538), Mexicaans heilige

## Cub
- Teófilo Cubillas (1949), Peruviaans voetballer

## Cud
- Joanne Cuddihy (1984), Iers atlete
- Carlo Cudicini (1973), Italiaans voetballer
- Fabio Cudicini (1935-2025), Italiaans voetballer
- Ivan Cudin (1975), Italiaans atleet
- Damian Cudlin (1982), Australisch motorcoureur
- Robert Cudmore (1885-1971), Australisch roeier en politicus

## Cue
- Isaac Cuenca (1991), Spaans voetballer
- Jose Maria Cuenco (1885-1972), Filipijns aartsbisschop
- Mariano Cuenco (1888-1964), Filipijns politicus en schrijver
- Hector Cuelenaere (1881-1957), Belgisch politicus
- Diego Velázquez de Cuéllar (1465-1524), Spaans conquistador en gouverneur van Cuba
- Íñigo Cuesta (1969), Spaans wielrenner
- Alonso Cueto (1954), Peruviaans schrijver en hoogleraar
- Nelson Cuevas (1980), Paraguayaans voetballer
- Pablo Cuevas (1986), Uruguayaans tennisser

## Cug
- Xavier Cugat (1900-1990), Amerikaans bandleider van Catalaanse origine

## Cui
- Steef Cuijpers (1965), Nederlands stand-upcomedian
- Cui Jian (1961), Chinees muzikant en acteur

## Cuj
- Hein Cujé (1933-2011), Nederlands atleet

## Cuk
- France Cukjati (1943), Sloveens politicus

## Cul

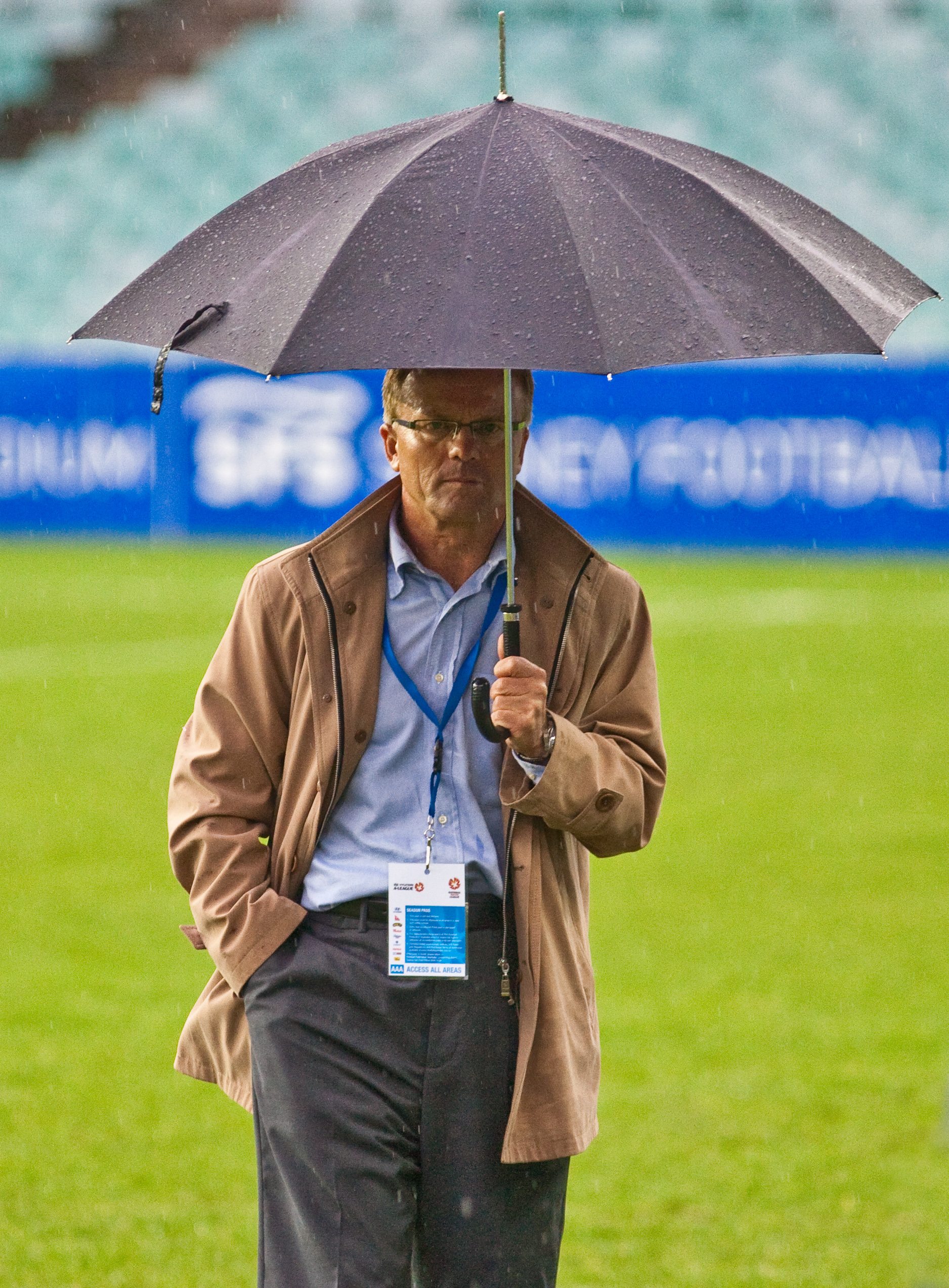
Branko Čulina

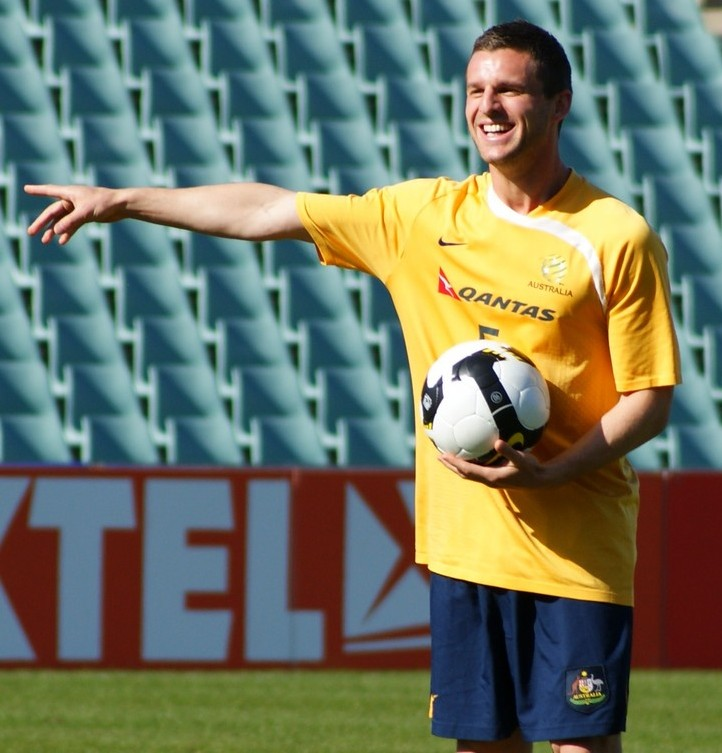
Jason Čulina

- Frank Culbertson (1949), Amerikaans astronaut
- Zweder van Culemborg (+1433), bisschop van Utrecht
- Branko Čulina (1957), Australisch-Kroatisch voetballer en voetbalcoach
- Jason Čulina (1980), Australisch-Kroatisch voetballer
- Kieran Culkin (1982), Amerikaans acteur
- Macaulay Culkin (1980), Amerikaans acteur
- Josh Cullen (1996), Engels-Iers voetballer
- Ryan Cullen (1991), Iers-Cypriotisch autocoureur
- Pierre Culliford (1928-1992), Belgisch striptekenaar
- Jamie Cullum (1980), Brits jazzpianist en -zanger
- JD Cullum (1966), Amerikaans acteur
- John Cullum (1930), Amerikaans acteur, filmregisseur en scenarioschrijver
- Maurice Culot (1937), Belgisch architect en stedenbouwkundige
- Betsy Culp (1883-1976), Nederlands pianiste
- Betsy Rijkens-Culp (1884-1958), Nederlands pianiste
- Julia Culp (1880-1970), Nederlands zangeres
- Robert Culp (1930-2010), Amerikaans acteur, scriptschrijver en regisseur
- Alan Culpepper (1972), Amerikaans atleet
- Javier Culson (1984), Puerto Ricaans atleet

## Cum
- Alan Cumming (1965), Schots acteur, producent, regisseur en schrijver
- Bill Cummings (1906-1939), Amerikaans autocoureur
- Brian Cummings (1948), Amerikaans muzikant, stemacteur en radiopresentator
- Burton Cummings (1947), Canadees muzikant en liedjesschrijver
- Constance Cummings (1910-2005), Amerikaans actrice
- E.E. Cummings (1894-1962), Amerikaans dichter en schrijver
- Erin Cummings (1977), Amerikaans actrice
- Irving Cummings (1888-1959), Amerikaans acteur en regisseur
- Omar Cummings (1982), Amerikaans-Jamaicaans voetballer
- Robert Cummings (1910-1990), Amerikaans acteur
- Steve Cummings (1981), Brits wielrenner
- Emilie Cummings-Enneking (1959), Nederlands beeldhouwster
- Franz Cumont (1868-1947), Belgisch godsdiensthistoricus en archeoloog
- Michael Cumpsty (1960), Engels acteur

## Cun
- Aurora Cunha (1959), Portugees atlete
- Yann Cunha (1991), Braziliaans autocoureur
- Siso Cunill (1990), Spaans-Brits autocoureur
- Abraham (Abe) Cunningham (1973), Amerikaans musicus
- Alexander Cunningham (1655-1730), Schots schaker
- Jeff Cunningham (1976), Jamaicaans voetballer
- John Cunningham (1932), Amerikaans acteur
- Loren Cunningham (1935-2023), Amerikaans zendeling en schrijver
- Merce Cunningham (1919-2009), Amerikaans choreograaf
- Wade Cunningham (1984), Nieuw-Zeelands autocoureur
- Walter Cunningham (1932-2023), Amerikaans astronaut
- Guillaume Cunnington (1976), Frans autocoureur

## Cuo
- Kaley Cuoco (1985), Amerikaans actrice
- Andrew Mark Cuomo (1957), 56e gouverneur van New York

## Cup
- Kris Cuppens (1962), Belgisch acteur

## Cur

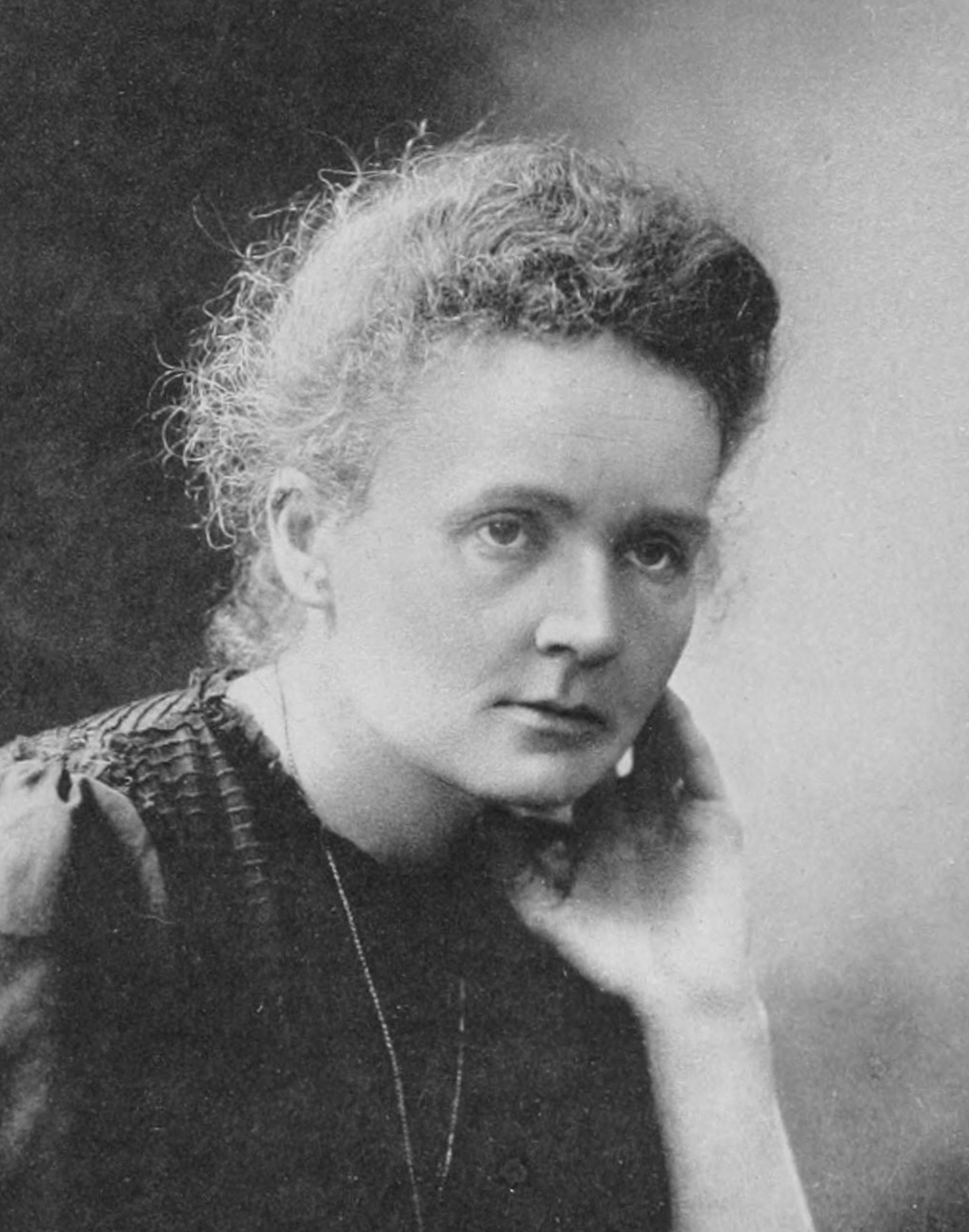
Marie Curie

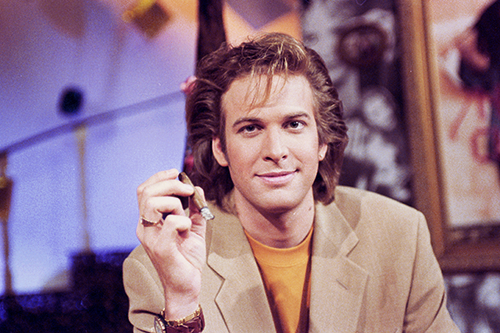
Adam Curry (1993)

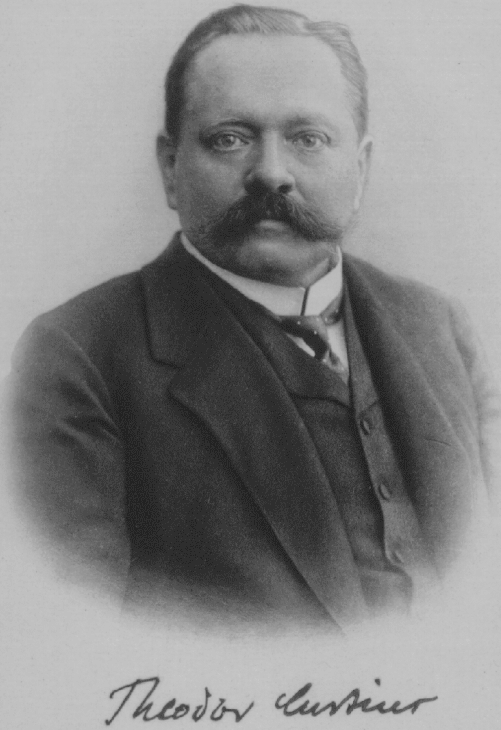
Theodor Curtius (scheikundige), (ca. 1880)

- Vincent Curatola (1953), Amerikaans acteur
- Danica Curcic (1985), Servisch-Deens actrice
- Piper Curda (1997), Amerikaans actrice
- Marie Curie (1867-1934), Pools-Frans natuur- en scheikundige
- Pierre Curie (1859-1906), Frans natuurkundige
- Augusta Curiel (1873-1937), Surinaams fotograaf
- Adolf Curiel (1867-1934), Surinaams ondernemer en politicus
- Robert Curl (1933-2022), Amerikaans scheikundige en Nobelprijswinnaar
- Alexander Curly (1946-2012), Nederlands zanger
- Monique Gabriela Curnen (1977), Amerikaans actrice
- Dejan Čurović (1968-2019), Servisch voetballer
- Brittany Curran (1990), Amerikaans actrice
- Archibald Currie (1888-1986), Surinaams politicus
- Edwina Currie (1946), Brits politica en schrijfster
- Gordon Currie (1965), Canadees acteur, filmregisseur, filmproducent, scenarioschrijver en filmeditor
- Adam Clark Curry (1964), Nederlands-Amerikaans presentator en ondernemer
- Brooks Curry (2001), Amerikaans zwemmer
- Christina Curry (1990), Nederlands model
- John Curry (1949-1994), Brits kunstschaatser
- Ross Curry (1969), Nederlands-Engels zanger
- Stephen Curry (1988), Amerikaans basketballer
- Tim Curry (1946), Engels acteur, zanger componist, stemacteur en muzikant
- Kevin Curtain (1966), Australisch motorcoureur
- Ann Curtis (1926-2012), Amerikaans zwemster
- Betty Curtis (1936-2006), Italiaans zangeres
- Ernesto de Curtis (1875-1937), Italiaans componist
- Jamie Lee Curtis (1958), Amerikaans actrice
- Keene Curtis (1923-2002), Amerikaans acteur
- Nina Curtis (1988), Australisch zeilster
- Tom Curtis (1870-1944), Amerikaans atleet
- Tony Curtis (1925-2010), Amerikaans acteur
- Vondie Curtis-Hall (1956), Amerikaans acteur, filmregisseur en scenarioschrijver
- Theodor Curtius (1811-1889), Duits politicus
- Theodor Curtius (1857-1928), Duits scheikundige
- Elena Curtoni (1991), Italiaans alpineskiester
- Irene Curtoni (1985), Italiaans alpineskiester
- Alexis Curvers (1906-1992), Belgisch schrijver
- Claire Curzan (2004), Amerikaans zwemster
- Francis Curzon, 5th Earl Howe (1884-1964), Brits autocoureur en lid van het Lagerhuis

## Cus
- John Cusack (1966), Amerikaans acteur
- Niamh Cusack (1959), Iers actrice
- Sorcha Cusack (1949), Iers actrice
- Ashely Cusato (1974), Amerikaans actrice, filmproducente en stuntvrouw
- Henry Ian Cusick (1967), Schots-Peruaans acteur
- George Armstrong Custer (1839-1876), Amerikaans militair
- Emiel Custers (1986), Nederlands boogschutter
- Gert Custers (1970), Nederlands voetballer
- Jan Custers (1867-1942), Nederlands beeldhouwer en kunstenaar
- Joseph Custers (1904-1982), Belgisch politicus
- Joseph Custers (1951), Nederlands muzikant
- Leo Custers (1943-2014), Belgisch schrijver, journalist en redacteur
- Pieter Custers (1984), Nederlands handboogschutter
- Sem Custers (2000), Nederlands voetballer
- Theo Custers (1950), Belgisch voetballer
- Hrvoje Ćustić (1983-2008), Kroatisch voetballer
- Adnan Čustović (1978), Bosnisch voetballer

## Cut
- Elisha Cuthbert (1982), Canadees actrice
- Juliet Cuthbert (1964), Jamaicaans atlete
- José Cutileiro (1934), Portugees diplomaat
- Anne Cutler (1945-2022), Australisch psychologe
- Solomon Cutner (1902-1988), Brits pianist
- Toto Cutugno (1943-2023), Italiaans zanger

## Cuv
- Georges Cuvier (1769-1832), Frans geoloog, paleontoloog en taxonoom

## Cuy
- Dorien Cuylaerts (1980), Belgisch politica
- Alain Cuypers (1967), Belgisch atleet
- Henriëtte Cuypers, bekend als Jetje Cabanier, (1891-1981), Vlaams actrice
- Pierre Cuypers (1827-1921), Nederlands architect
- Armin Cuyvers (1980), Nederlands jurist

## Cuz
- Vinko Cuzzi (1940-2011), Kroatisch voetballer